# Dessewffyho palác
Dessewffyho palác je palác a národní kulturní památka Slovenské republiky pod číslem 101-193/1 na Námestie Ľudovíta Štúra číslo 2 v městské části Staré Mesto v Bratislavě. V jeho sousedství se nachází Esterháziho palác. Dessewffyho palác byl postaven v druhé polovině 19. století v neorenesančním stylu.
V letech 2007-2009 probíhala jeho rekonstrukce.